# Niemiecki Dom Żołnierza

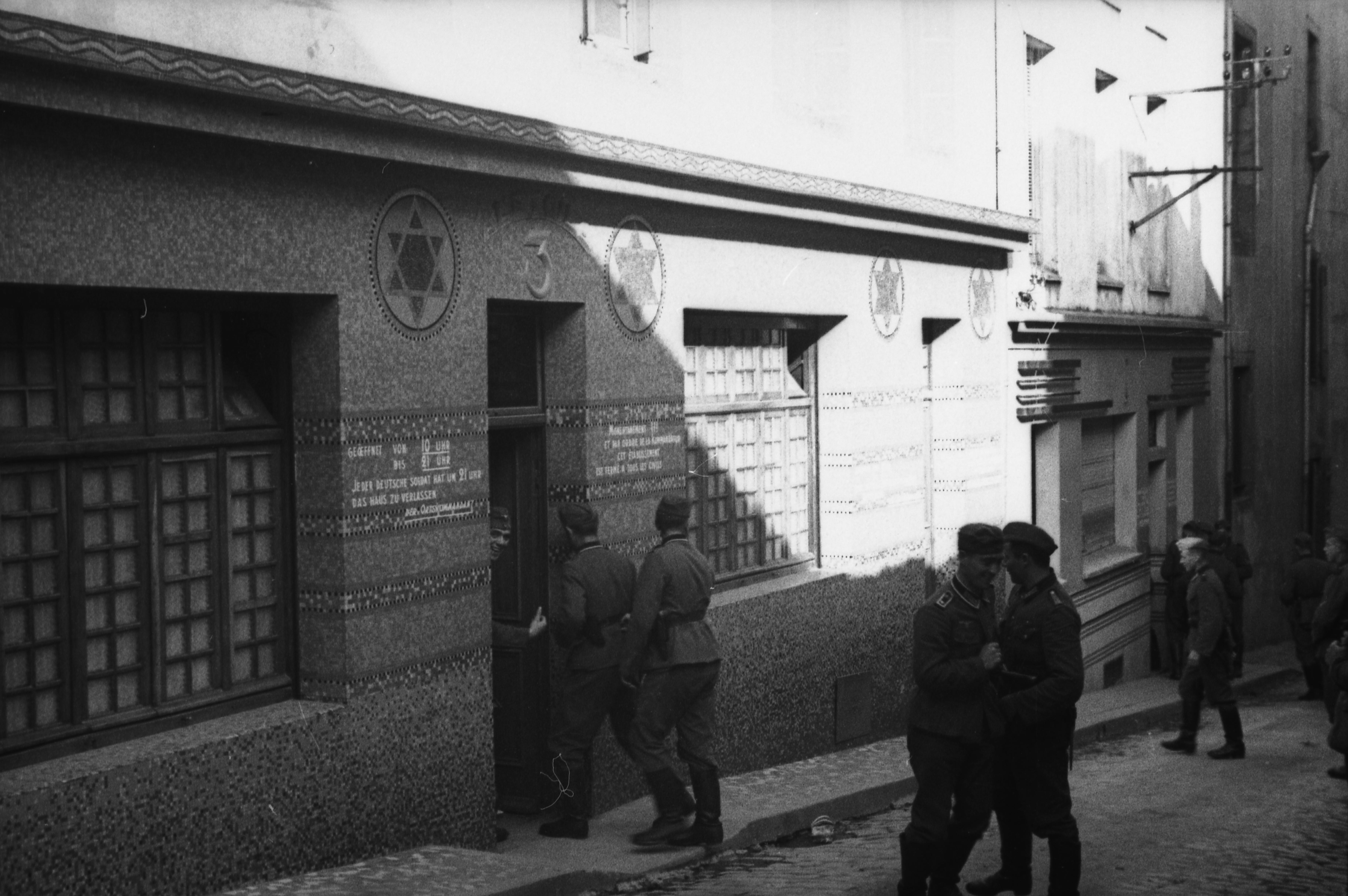
Niemieccy żołnierze wchodzący do Soldatenbordell w Breście we Francji (1940). Budynek to dawna synagoga

Niemieckie Domy Żołnierza (niem. Deutsches Soldatenhaus, Soldatenheim, DSH) – sieć niemieckich państwowych domów spełniających rolę domu publicznego, hotelu, restauracji i teatru w okupowanej Europie w latach 1939–1945, przeznaczonych dla urlopowanych lub podróżujących żołnierzy Wehrmachtu i Schutzstaffel (SS). Zwykle były to nowe inwestycje, jednak w krajach Europie Zachodniej na potrzeby sieci DSH często wykorzystywano istniejące już domy publiczne.
Kierowano do nich kobiety z terytoriów okupowanych schwytane podczas łapanek. Często w procederze tym udział brali funkcjonariusze niemieckiego urzędu pracy Arbeitsamt, którzy sporządzali imienne listy kobiet przeznaczonych do niemieckich domów publicznych w sieci DSH, oraz do niemieckich domów publicznych w obozach koncentracyjnych.
Domy publiczne w liczbie ponad 500, gdzie przetrzymywano co najmniej 35 tys. kobiet, pozostawały pod kontrolą Waffen-SS bądź Wehrmachtu. Chore więźniarki były zabijane zastrzykiem fenolu lub w komorach gazowych. Pod koniec wojny w ramach tzw. „akcji antywenerycznej” wiele chorych kobiet zostało zamordowanych. Często spotykaną praktyką było tatuowanie napisem niem. feldhure (kurwa polowa) lub FH.

## Europa wschodnia
Ministerstwo Spraw Zagranicznych Rządu na Uchodźstwie opublikował 3 maja 1941 r. dokument opisujący niemieckie naloty prowadzone w polskich miastach mające na celu porywanie młodych kobiet i zmuszanie ich do niewolnictwa seksualnego w burdelach prowadzonych przez niemieckie wojsko. Polskie dziewczęta w już tak młodym wieku jak 15 lat były klasyfikowane jako odpowiednie do przymusowego świadczenia usług seksualnych i były wysyłane do burdeli, gdzie były eksploatowane przez obywateli niemieckich. Dwie polskie nastolatki, które powróciły z przymusowych robót w Niemczech do rodzinnego Krakowa w stanie zaawansowanej ciąży zeznały, że były gwałcone przez Niemców z taką częstotliwością, że nie były w stanie wykonywać przypisanych im obowiązków pracowniczych.
W ZSRR kobiety również były porywane przez niemieckie siły zbrojne i zmuszane do prostytucji. W jednym z raportów Międzynarodowego Trybunału Wojskowego zapisano: „W mieście Smoleńsk niemieckie dowództwo otwarło burdel dla oficerów w jednym z hoteli do którego sprowadzono setki kobiet i dziewcząt; były bezlitośnie ciągnięte po ulicy za ramiona i włosy”.

## Przymusowa prostytucja
Raport neokonserwatywnego historyka Franza W. Seidlera z 1977 roku stwierdza, że cudzoziemki zatrudnione w niemieckich wojskowych domach publicznych były prostytutkami przed wojną. Ruth Seifert, profesor socjologii na Uniwersytecie Nauk Stosowanych w Ratyzbonie, utrzymywała, że kobiety były zmuszane do pracy w domach publicznych przez niemieckich porywaczy, jak wykazał Międzynarodowy Trybunał Wojskowy w Norymberdze podczas procesu zbrodniarzy wojennych w 1946 r. Zostało to następnie potwierdzone w książce autorstwa Raula Hilberga z 1961 roku.

## Sytuacja w okupowanej Francji
Wermacht przed rokiem 1942 był w stanie stworzyć poprzez biurokratyczny system około 100 nowych burdeli, powstałych w oparciu o istniejącą już we Francji sieć kontrolowanych przez państwo domów publicznych. Żołnierzom zostały wręczone oficjalne karty odwiedzin wydane przez Oberkommando des Heeres i zakazano im kontaktów seksualnych z innymi Francuzkami. We wrześniu 1941 roku feldmarszałek von Brauchitsch zasugerował, że cotygodniowe wizyty w domu publicznym powinny być obowiązkowe dla wszystkich młodszych żołnierzy, w celu zapobiegnięcia „seksualnym ekscesom” pomiędzy nimi. Prostytutki były poddawane regularnym badaniom medycznym, w celu spowolnienia rozpowszechniania się chorób wenerycznych.

## Gwałty w okupowanej Europie
Gwałty popełniane przez żołnierzy stacjonujących na froncie wschodnim były w zasadzie bezkarne, w przeciwieństwie do gwałtów popełnianych w Europie Zachodniej. Całkowita liczba gwałtów popełnionych przez Niemców jest trudna do ustalenia, ze względu na brak ścigania sądowego.
Podczas walk na terytorium Polski żołnierze Wermachtu dopuszczali się gwałtów na żydowskich kobietach i dziewczynkach. Gwałtów dokonywano także na Polkach, Ukrainkach, Białorusinkach i Rosjankach podczas masowych egzekucji, które z początku były wykonywane przez oddziały Selbstschutz przy asyście Wermachtu. Gwałty odbywały się przed egzekucją przez rozstrzelanie. Podczas wojny niemiecki sąd rozpatrzył tylko jeden przypadek gwałtu dokonanego przez Niemca; sąd uznał oskarżonego winnym jedynie „pohańbienia rasy” (rassenschande), a nie gwałtu.